# Josefa Anaya Mateos
Josefa Anaya Mateos (Sequeros, provincia de Salamanca, España, 4 de julio de 1953) es una exinvestigadora y docente del departamento de Química orgánica de la Universidad de Salamanca.

## Biografía
Nacida en Sequeros el 4 de julio de 1953, realizó sus estudios de bachillerato en los Colegios de las Madres Isabeles de Alba de Tormes y las Madres Salesianas de Salamanca, y el COU lo cursó en el Instituto Lucía de Medrano de Salamanca.
Los estudios universitarios los realizó en la Universidad de Salamanca obteniendo las Licenciaturas de Ciencias Químicas y de Farmacia en 1979 y 1985, respectivamente. En 1982 consigue una plaza de profesora ayudante de clases prácticas en el Departamento de Química Orgánica de la USAL y comienza su tarea investigadora realizando el estudio fitoquímico de la especie Chamaemelum Fuscatum Brot. (Vasc), trabajo experimental de su Tesis Doctoral que defendió en 1986.
Los estudios postdoctorales los llevó a cabo entre 1988 y 1990 en el Institut de Chimie des Substances Naturelles (CNRS) de Gif-sur-Yvette, Francia, bajo la dirección de los doctores S. D. Gero y D. H. R. Barton. 
En 1997 se diplomó en Alta Especialización en Plásticos y Cauchos en el Instituto de Ciencia y Tecnología de Polímeros de Madrid (CSIC). 

## Actividad docente
Entre 1982 y 1998 ocupó diferentes puestos docentes administrativos en el departamento de Química Orgánica de la Facultad de Ciencias Químicas de la USAL y en 1999 consiguió una plaza de Profesora Titular en dicho departamento. Durante estos años y hasta su jubilación (2019) impartió diferentes asignaturas del área de química orgánica en las Facultades de CC Químicas y de Biología, codirigió 6 Tesis Doctorales, 11 Tesinas de Licenciatura y participó en 5 proyectos de innovación docente.
Por su labor docente le fueron reconocidos cinco quinquenios de docencia.

## Actividad investigadora
Comenzó su actividad investigadora con el aislamiento, purificación y síntesis de productos naturales y, sin abandonarla, se dedicó durante varios años a la síntesis radicalaria de compuestos beta-lactámicos. Ha participado en 19 proyectos de investigación subvencionados y ha publicado 66 artículos en revistas científicas.
Por su labor investigadora, le fueron reconocidos cuatro sexenios de investigación.

## Cargos académicos
Fue secretaria y subdirectora del departamento de Química Orgánica de la USAL durante 2000-2004 y 2006-2008, respectivamente, así como Vicedecana de Estudiantes, sustituta de decana, de la Facultad de Ciencias Químicas de la USAL durante 2008-2010.